# 鈴木久章
鈴木 久章(すずき ひさあき、1921年10月10日 - 2012年8月3日）は、日本の経営者。横浜ゴム社長、会長を務めた。東京都出身。

## 経歴
1946年に早稲田大学商学部を卒業し、同年に橫濱護謨製造(のちの横浜ゴム)に入社。1973年8月に取締役に就任し、1979年3月に常務、1980年3月に専務を経て、1981年3月に社長に就任。1987年3月に会長に就任し、1993年3月に取締役相談役を経て、1995年4月に相談役に就任。
1984年4月に藍綬褒章を受章し、1992年11月に勲二等瑞宝章を受章した。
2012年8月3日、老衰のために死去。90歳没。